# Процессуальное право
Процессуальное право — совокупность норм права, регулирующих процессуальный порядок, процедуры практической реализации и исполнения норм материального права. Процессуальное право неразрывно связано с материальным правом, так как закрепляет процессуальные формы, необходимые для его осуществления и защиты. Существуют следующие основные формы судебного процесса: конституционный, гражданский, уголовный, административный.

## Гражданско-процессуальное право
Гражданско-процессуальное право — это совокупность правовых норм, регулирующих порядок разрешения судами гражданских дел (одна из отраслей права). На данный момент в России существует разветвлённая система судебных органов (Конституционный Суд, Арбитражные суды, суды общей юрисдикции).
Предметом гражданско-процессуального права является совокупность только тех общественных отношений, которые складываются при осуществлении правосудия по гражданским делам в судах общей юрисдикции.
Специфические черты
1. Инициатива по возбуждению дела принадлежит заинтересованным лицам (в том числе в кассационном и апелляционном производстве).
2. Специфика субъектного состава — обязательно участвует правоохранительный орган — суд, а он наделён властными полномочиями, отношения суд — участники всегда строятся на властном подчинении, но отношения ответчик — истец всегда строятся по методу равенства (в этом проявляется сочетание двух способов).
3. Своеобразие санкций в гражданско-процессуальном праве, самая распространённая — невыгодные процессуальные последствия (эта санкция используется только в гражданско-процессуальном праве):
  - если пропускается срок подачи кассационной жалобы — нельзя её подать;
  - если ответчик не является в суд — дело рассматривается без его участия, что явно играет на руку истцу;
  - и другие своеобразные санкции — отмена процессуального акта нижестоящего органа, принудительное исполнение и т. д.
4. Характер юридических фактов — в гражданско-процессуальном праве юридические факты представляют собой процессуальные действия, которые заранее определены законом.

## Арбитражно-процессуальное право
Слова арбитраж, арбитражный используются повседневной практике в названии органов, разрешающих различные споры. Например, арбитражный суд при Торгово-промышленной палате России, Морская арбитражная комиссия, Международный коммерческий арбитраж. На биржах создаются органы по разрешению споров, вытекающих из биржевых сделок, называемые биржевым арбитражем.
Арбитражный суд в России осуществляет судебную власть при разрешении споров, вытекающих из правоотношений, складывающихся в процессе предпринимательской деятельности и управления ею, то есть споров, вытекающих из гражданских правоотношений между юридическими лицами, экономических споров либо из правоотношений в сфере управления экономикой (административно-правовые отношения). С 1 октября 1991 года в Российской Федерации действуют арбитражные суды, пришедшие на смену государственных арбитражей и осуществляющих правосудие в сфере экономики.
Деятельность арбитражного суда по осуществлению правосудия представляет собой арбитражный процесс, а совокупность правовых норм, регулирующих порядок этой деятельности, называют арбитражным процессуальным правом.
Под арбитражным процессом следует понимать урегулированную нормами права форму деятельности арбитражных судов, направленную на защиту оспариваемого или нарушенного права организаций и граждан-предпринимателей.
Задачами арбитражного судопроизводства являются защита нарушенных или оспариваемых прав и законных интересов предприятий, учреждений, организаций и граждан в сфере предпринимательской и иной экономической деятельности, содействие укреплению законности и предупреждению правонарушений в сфере предпринимательской и иной экономической деятельности.

## Уголовно-процессуальное право
Уголовно-процессуальное право — это отрасль права, регулирующая деятельность органов суда, прокуратуры, следствия и дознания по возбуждению, расследованию и разрешению уголовных дел. Устанавливает порядок и содержание уголовного судопроизводства, регулирует возникающие в связи с ним правоотношения, права и обязанности органов, осуществляющих уголовный процесс, участников процесса и т.д
Задачи уголовного процесса:
- быстрое и полное раскрытие преступлений, изобличение виновных в их совершении;
- обеспечение правильного применения закона;
- обеспечение справедливого наказания лиц, совершивших преступление;
- недопущение привлечения к уголовной ответственности и наказания ни одного невиновного.

Деятельность органов суда, прокуратуры, следствия и дознания по возбуждению, расследованию и разрешению уголовных дел регулируется Уголовно-процессуальным кодексом Российской Федерации.